# Park Arturo Toscanini, Ljubljana
Park Arturo Toscanini je eden izmed parkov v Ljubljani. Poimenovan je po italijanskem dirigentu Arturu Toscaniniju ob priliki pobratenja mest Ljubljane in Parme leta 1964. Dirigentu v čast je v parku postavljeno kamnito obeležje.

## Urbanizem
Park se nahaja na Viču, oklepajo ga Jamova cesta in Langusova in Hajdrihova. Verjetno je posledica slabo nosilnih bajanskih tal, ki jih ni bilo možno pozidati. Tla zelenice so nastala na nanosih gline in ilovice.
Starost parka je približno sto let, kar so ocenili po starosti vrb žalujk, ki so zasajene v parku. Kasneje so bili nasajeni beli topoli in breze.
V parku so diagonalno urejene sprehajalne poti z nekaj klopmi, kot tudi nekaj otroških igral.
V okolici parka so, poleg stanovanjskih hiš, zgrajeni inštituti, zgradbe fakultet, ministrstva in druge. Park je potreben obnove, za kar so bili pred leti že izdelani projekti, ki pa niso bili realizirani.